# Wegekreuz Wolfsgasse

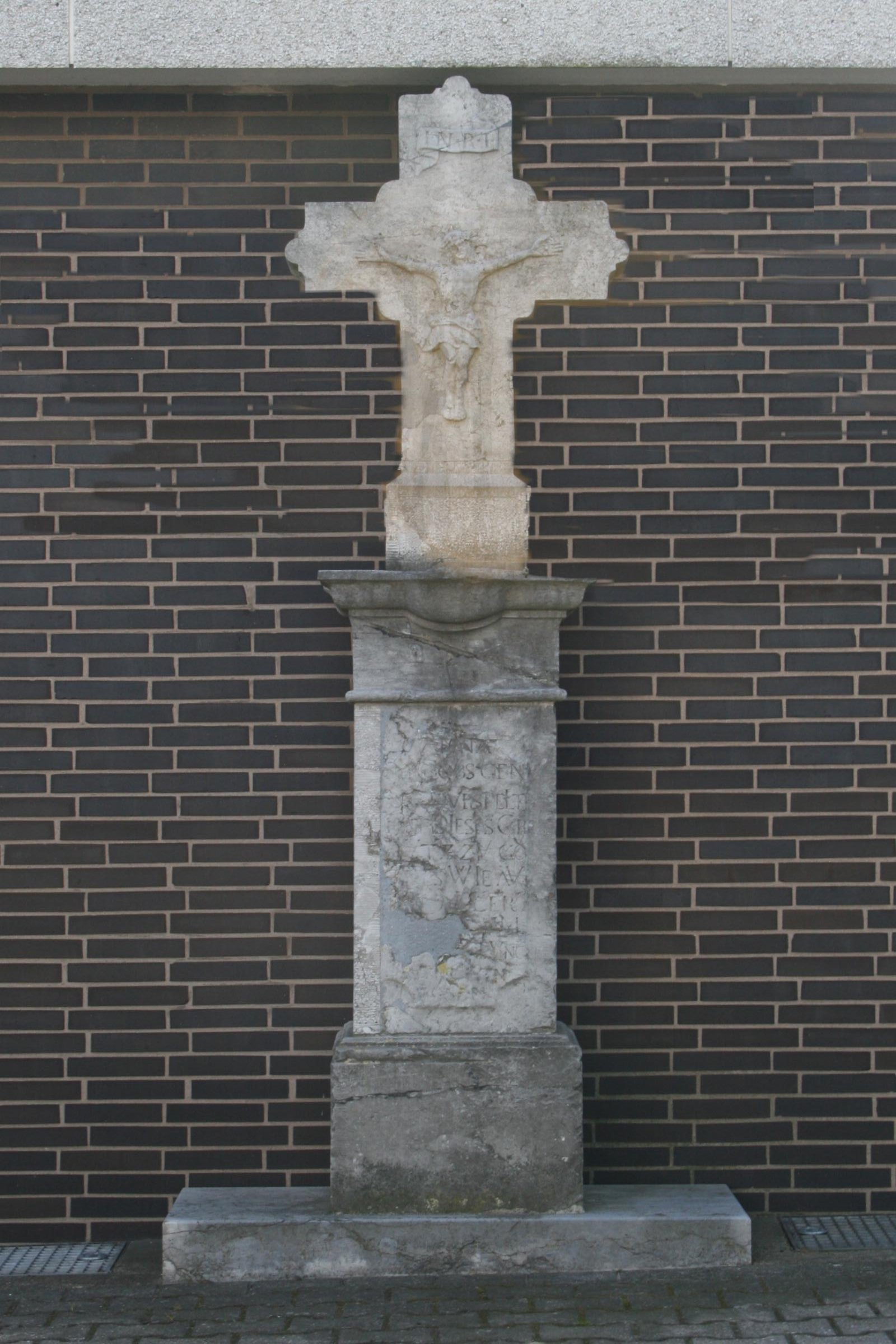

Das Wegekreuz Wolfsgasse steht im Dürener Stadtteil Lendersdorf an der Ecke Wolfsgasse/Hauptstraße.
Das Flurkreuz wurde in der zweiten Hälfte des 18. Jahrhunderts erbaut.
Das etwa 3 m hohe Wegekreuz aus Blaustein steht auf einem neuen Sockel. Im Pfeiler ist eine verwitterte Inschrift mit Chronogramm erkennbar. Das Kreuz hat Eckrundungen und einen flachreliefierten Korpus.
Das Bauwerk ist unter Nr. 3/012 in die Denkmalliste der Stadt Düren eingetragen.